# Parasigmoidella spinifera
Parasigmoidella spinifera är en kackerlacksart som först beskrevs av Bruijning 1947.  Parasigmoidella spinifera ingår i släktet Parasigmoidella och familjen småkackerlackor. Inga underarter finns listade i Catalogue of Life.